# Martín Bengoa
Martín Bengoa Díez (* 21. November 1994 in Otxandio) ist ein spanischer Fußballspieler.

## Karriere
Bengao begann seine Karriere bei Athletic Bilbao. Im August 2012 spielte er erstmals für das Farmteam CD Baskonia in der Tercera División. Im November 2014 debütierte er für Athletic Bilbao B in der Segunda División B.
Mit Bilbao B konnte er zu Saisonende in die Segunda División aufsteigen. Sein Debüt in der zweithöchsten spanischen Spielklasse gab er am 21. Spieltag der Saison 2015/16 gegen den CD Teneriffa. Zu Saisonende hatte Bengoa drei Einsätze zu Buche stehen. Mit Bilbao B musste er jedoch nach nur einer Saison als Tabellenletzter wieder in die Segunda División B absteigen.
Im Juli 2017 wechselte er zu Deportivo Fabril, der Zweitmannschaft von Deportivo La Coruña.